# Vallejo
Vallejo je největší město Solana County a 49. ve státě Kalifornie. Podle sčítání lidu z roku 2010 mělo 115 942 obyvatel. Výměra městské oblasti je 128, 31 km² a leží v průměru 21 m nad mořem.
Bylo založeno roku 1851, v následujících dvou letech se na krátkou dobu stalo hlavním městem Kalifornie. V roce 1867 se oficiálně stalo městem. V oblasti se nacházejí sirníkové prameny, které přitahovaly první evropské přistěhovalce. V roce 2008 se stalo největším kalifornským městem, které vyhlásilo bankrot.
Město je také známé tím, že zde v 60. letech 20. století řádil sériový vrah Zodiac. Toho se nikdy nepodařilo dopadnout.

### Externí odkazy

Poloha města Vallejo